# All I Ever Wanted (album)
All I Ever Wanted – czwarty album amerykańskiej piosenkarki Kelly Clarkson, który ukazał się 6 marca 2009 roku w Niemczech i Austrii, a 10 marca w Stanach Zjednoczonych. Jest to drugi album Clarkson, który zadebiutował na pierwszym miejscu notowania Billboard 200 sprzedając się w nakładzie 255,000 egzemplarzy w pierwszym tygodniu premiery. W 2010 roku album był nominowany do nagrody Grammy w kategorii Najlepszy album popowy.

## Nagrywanie
Clarkson pracowała nad pięcioma piosenkami na album z producentem muzycznym - frontmanem zespołu OneRepublic, Ryanem Tedderem. Tedder ujawnił Digital Spy, że piosenki z albumu cechują się „wielkimi refrenami” oraz wspomniał, że na utwory miała wpływ muzyka Garbage. W utworze „Save You” słychać eksperymentalne brzmienia inspirowane twórczością Mozarta. Artystka zdradziła w wywiadzie dla PopEater, że jedna z piosenek współtworzona z Tedderem, „If I Can't Have You”, jest „jak spotkanie Eurythmics z The Killers”, natomiast utwór „Cry” określiła jako walc, mówiąc, że na tę kompozycję ogromny wpływ miała muzyka country. Clarkson dodała również, że „Cry” to najbardziej osobisty utwór na płycie. Ryan Tedder udzielił na płycie Clarkson swego głosu, w piosence „Already Gone” można usłyszeć w tle jego wokal. Utwory „Long Shot” i „I Do Not Hook Up” były napisane przez Katy Perry i pierwotnie znajdowały się na jej drugim albumie, który jednak nie został wydany. Natomiast utwór „If No One Will Listen” to cover Keri Noble z albumu Fearless.

## Lista utworów
1. „My Life Would Suck Without You” (Max Martin, Dr. Luke, Claude Kelly) - 3:31
2. „I Do Not Hook Up” (Katy Perry, Kara DioGuardi, Greg Wells) - 3:20
3. „Cry” (Kelly Clarkson, Jason Halbert) - 3:34
4. „Don't Let Me Stop You” (Claude Kelly, Josef Larossi, Andreas Quiz Romdhane, Mats Valentin) - 	3:20
5. „All I Ever Wanted” (Samuel Watters, Louis Biancaniello, Aranda Dameon) - 3:59
6. „Already Gone” (Kelly Clarkson, Ryan Tedder) - 4:41
7. „If I Can't Have You” (Kelly Clarkson, Ryan Tedder) - 3:39
8. „Save You” (Ryan Tedder, Aimee Proal) - 4:02
9. „Whyyawannabringmedown” (Samuel Watters, Louis Biancaniello, Aranda Dameon) - 2:42
10. „Long Shot” (Katy Perry, Glen Ballard, Matt Thiessen) - 3:36
11. „Impossible” (Kelly Clarkson, Ryan Tedder) - 3:23
12. „Ready” (Kelly Clarkson, Aben Eubanks) - 3:03
13. „I Want You” (Kelly Clarkson, Samuel Watters, Louis Biancaniello) - 3:30
14. „If No One Will Listen” (Keri Noble) - 4:04
15. „Tip Of My Tongue” [Deluxe Edition Bonus Track] (Kelly Clarkson, Ryan Tedder) - 4:18
16. „The Day We Fell Apart” [Deluxe Edition Bonus Track] (Samuel Watters, Louis Biancaniello, Vidal Davis, Andre Harris) - 4:03
17. „Can We Go Back” [iTunes Pre-Order/Japanese edition Bonus Track] (Shanna Crooks, Andrew Creighton Dodd, Adam Watts) - 2:52

## Pozycje na listach i certyfikaty
| Lista (2009)                                        | Najwyższa pozycja |
| --------------------------------------------------- | ----------------- |
| Australia (Top 50 Albums)                           | 2                 |
| Austria (Alben Top 50)                              | 4                 |
| Belgia (Ultratop 200 (Flandria))                    | 6                 |
| Belgia (Ultratop 200 (Walonia))                     | 45                |
| Finlandia (Suomen virallinen lista)                 | 32                |
| Hiszpania (Top 100 Albums)                          | 40                |
| Holandia (Album Top 100)                            | 6                 |
| Irlandia (Irish Albums Chart)                       | 4                 |
| Kanada (Billboard Canadian Albums)                  | 2                 |
| Nowa Zelandia (Top 50 Albums)                       | 6                 |
| Stany Zjednoczone (Billboard 200)                   | 1                 |
| Szwajcaria (Alben Top 100)                          | 7                 |
| Szwecja (Top 60 Albums)                             | 15                |
| Węgry (Top 40 album-, DVD- és válogatáslemez-lista) | 30                |
| Wielka Brytania (UK Albums Chart)                   | 3                 |
| Włochy (Top 20 Albums)                              | 48                |

| Notowanie (2009)                  | Najwyższa pozycja |
| --------------------------------- | ----------------- |
| Australia (ARIA)                  | 38                |
| Stany Zjednoczone (Billboard 200) | 33                |

| Państwo               | Status          |
| --------------------- | --------------- |
| Australia (ARIA)      | platynowa płyta |
| Kanada (Music Canada) | platynowa płyta |
| Irlandia (IRMA)       | złota płyta     |
| Wielka Brytania (BPI) | złota płyta     |